# Sibbesse
Sibbesse is een voormalige gemeente in de Duitse deelstaat Nedersaksen. Tot 1 november 2016  maakte Sibbesse deel uit van de Samtgemeinde Sibbesse in het Landkreis Hildesheim. Na de opheffing van de samtgemeinde gingen de deelnemende gemeenten samen verder als eenheidsgemeente onder de naam Sibbesse.

## Dorpen
Naast de hoofdplaats Sibbesse bestaat de gemeente uit de dorpen:
- Adenstedt
- Almstedt
- Eberholzen
- Grafelde
- Hönze
- Möllensen
- Petze
- Segeste
- Sellenstedt
- Westfeld
- Wrisbergholzen

- Gemeinsame Normdatei: 2027517-1
- Nationale Bibliotheek van Tsjechië: ge1088753
- Virtual International Authority File: 141371542

Adenstedt ·
Alfeld (Leine) ·
Algermissen ·
Almstedt ·
Bad Salzdetfurth ·
Banteln ·
Betheln ·
Bockenem ·
Brüggen ·
Coppengrave ·
Despetal ·
Diekholzen ·
Duingen ·
Eberholzen ·
Eime ·
Elze ·
Everode ·
Freden (Leine) ·
Giesen ·
Gronau (Leine) ·
Harbarnsen ·
Harsum ·
Hildesheim ·
Holle ·
Hoyershausen ·
Lamspringe ·
Landwehr ·
Marienhagen ·
Neuhof ·
Nordstemmen ·
Rheden ·
Sarstedt ·
Schellerten ·
Sehlem ·
Sibbesse ·
Söhlde ·
Weenzen ·
Westfeld ·
Winzenburg ·
Woltershausen